# Basílio de Jerusalém
Basílio de Jerusalém foi o patriarca de Jerusalém entre 821 e 842 Durante o seu episcopado, ele se opôs ao iconoclasmo defendido pelo imperador bizantino Teófilo.

## Vida e obras
Basílio era discípulo de seu antecessor, Tomé I de Jerusalém e forte opositor dos iconoclastas. Em 836, ele convocou um sínodo em Jerusalém, com a participação de Cristóvão de Alexandria e o patriarca de Antioquia, para defender a veneração de ícones e, ao seu término, enviou a posição dos bispos ali reunidos ao imperador Teófilo numa carta enviada através do sincelo (secretário) Miguel. Teófilo, um iconoclasta, mandou prender o mensageiro logo que ele chegou.
Em 841, Basílio conseguiu evitar um ataque à Jerusalém pelo exército de 30 000 soldados do árabe Tamim Abu Harbe, do Iêmem, subornando-o. Basílio morreu no ano seguinte, 842, e foi sucedido por Sérgio I, que foi entronado pelos árabes.